# Karl Streitmann

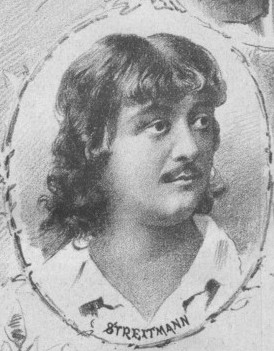
Karl Streitmann (1886)

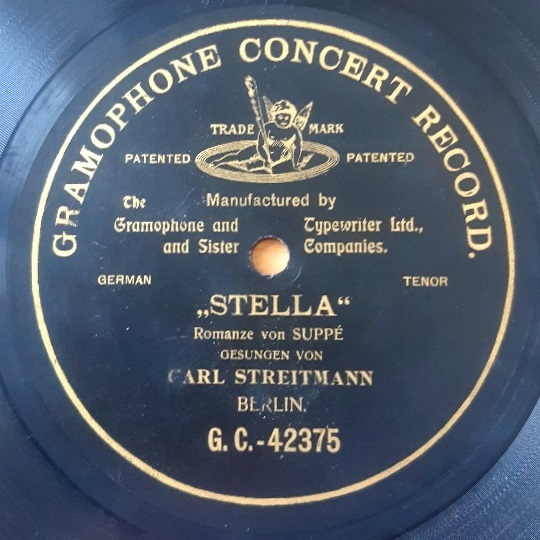
Schallplatte von Karl Streitmann (Berlin 1901)

Karl Streitmann (8. Mai 1853 in Wien – 29. Oktober 1937 ebenda) war ein österreichischer Theaterschauspieler und Opernsänger (Tenor).

## Leben
Streitmann soll ein Medizinstudium begonnen haben, widmete sich aber dann der Schauspielerei, nachdem er Unterricht von Joseph Lewinsky erhalten hatte.
Sein Debüt war in Preßburg (als „Geßler“, „Gringoire“ und „Hamlet“), dann in Berlin (Antrittsrolle „Franz Moor“, 16. August 1878), Bromberg, Thorn und Sigmaringen. Danach am Carltheater in Wien und in Prag am Landestheater, wo er den „Jose“ in Carmen und den „Tamino“ in der Zauberflöte sang. In der Uraufführung des Zigeunerbarons verkörperte er den „Barinkay“ und wirkte auch in anderen Operettenaufführungen mit. Er absolvierte eine Nordamerikatournee: von Southampton aus schiffte er sich nach New York ein, wo er am 22. September 1889 als „Zigeunerbaron“ debütierte. Es folgten Stationen in Chicago, Philadelphia, Pittsburgh, Baltimore, Washington etc. Zudem lernte er englisch, so dass er am 26. Oktober 1891 mit der Primadonna Lillian Russel im Madison Square Garden auftreten konnte.

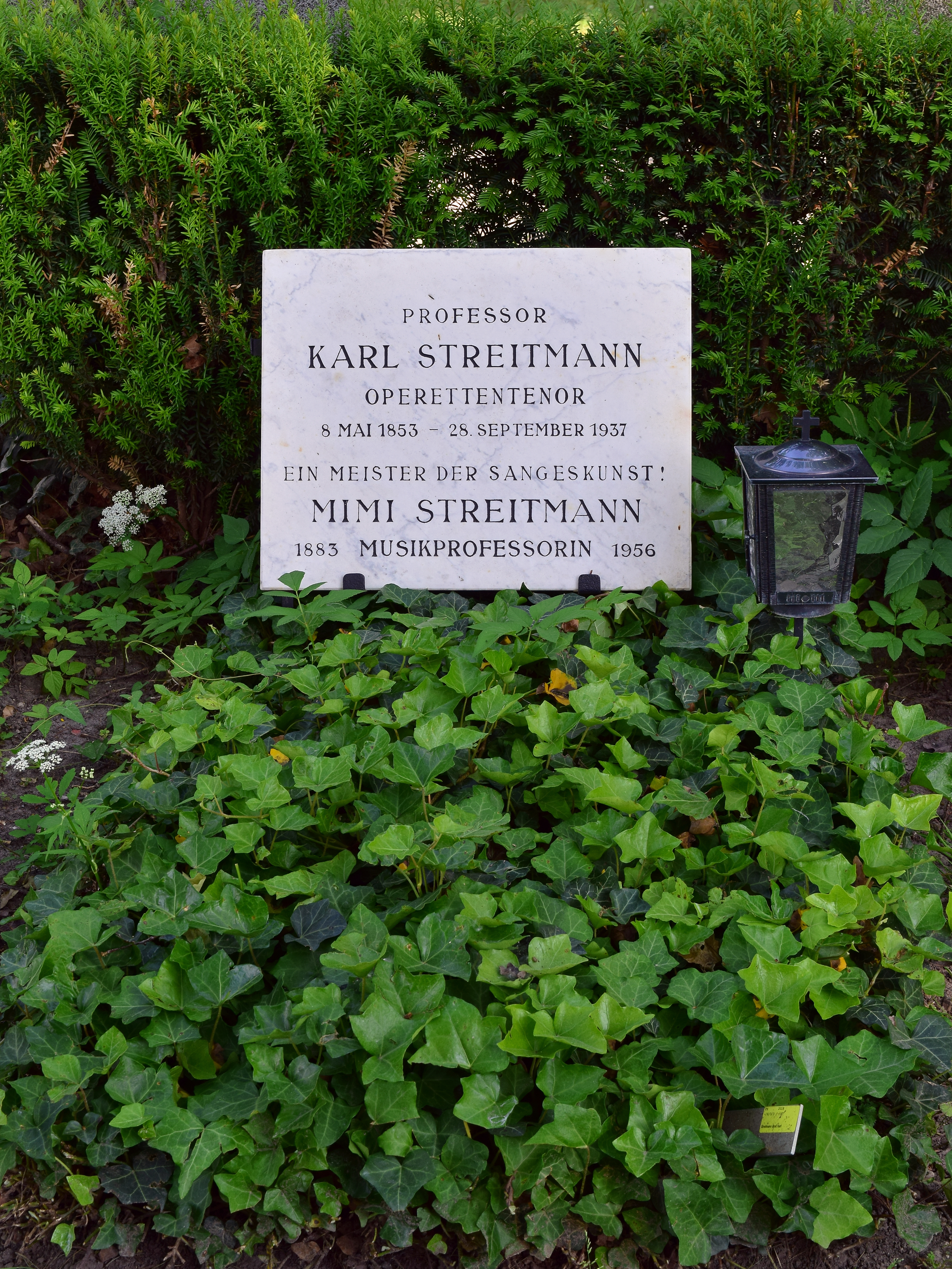
Ehrenhalber gewidmetes Grab auf dem Friedhof der Feuerhalle Simmering

Er wirkte im Friedrich-Wilhelmstädtischen Theater in Berlin von 1901 bis 1902, wieder am Carltheater in Wien von 1902 bis 1905. Außerdem gastierte er öfters an der Hofoper in Berlin, am Hoftheater in Stuttgart und in Amsterdam.
Zu seinen 80. Geburtstag wurde ihm der Professoren-Titel verliehen.

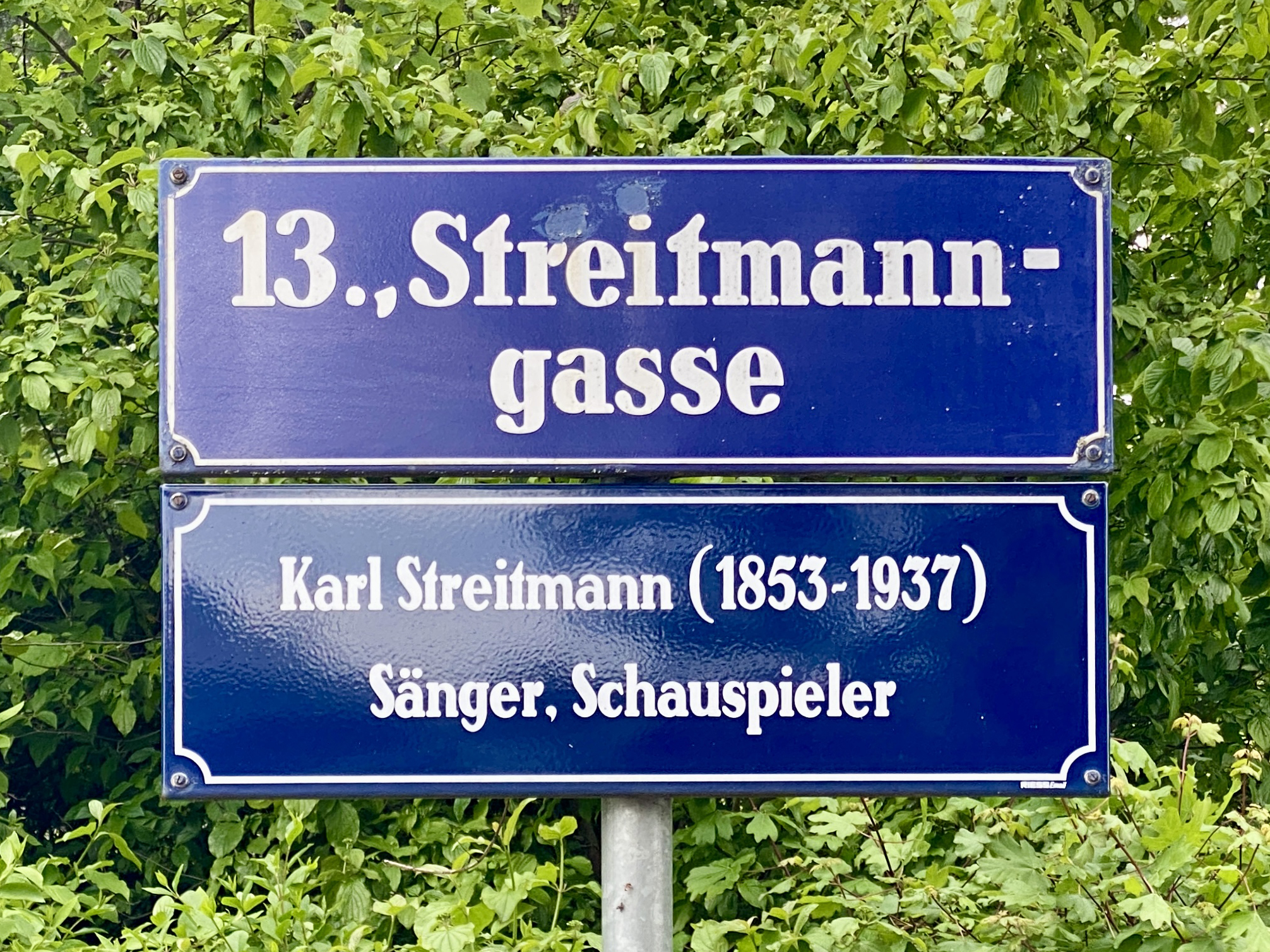
Straßenschild Streitmanngasse

Er starb verarmt in Wien. Sein ehrenhalber gewidmetes Grab befindet sich im Urnenhain der Feuerhalle Simmering (Abteilung 6, Ring 3, Gruppe 3, Nummer 47). 1955 wurde die Streitmanngasse in Wien-Hietzing nach ihm benannt.
Streitmann war zwischen 1882 und 1884 mit der Schauspielerin Louise Übermasser sowie ab 1904 mit der Sängerin Gisela Noë verheiratet. Beide Ehen endeten in Scheidung. Am 24. Februar 1923 schloss er eine Dispensehe mit Maria Anna Magdalena Hoffmann, geb. Geiger von Klingenberg (* 11. Februar 1878 in Wien; † 27. Juni 1956), die das Paar 1925 für ungültig erklären ließ; im September 1926 scheint die Ehe erneut geschlossen worden zu sein.
Seine Schwester Rosa Streitmann war ebenfalls eine Opernsängerin (Sopran), seine Tante war Rosa Csillag.

## Tondokumente
Die Stimme von Karl Streitmann ist durch zahlreiche Schallplatten erhalten, die ersten erschienen bereits 1901 in Berlin auf Berliner Records und G&T. Weitere Aufnahmen auf Odeon (Wien 1905–06), Favorite (Wien 1906–07), Beka (Berlin 1907), G&T (Wien 1907) und Gramophone (Wien 1908), außerdem Pathé-Walzen und -Platten (Wien 1904 und 1907). Darunter sind mehrere Szenen aus Operetten von Strauß, Millöcker, Fall und Oscar Straus, an deren Uraufführungen Streitmann beteiligt war.

## Filmografie
- 1913: Johann Strauß an der schönen blauen Donau